# Isengau
El Isengau és un gau medieval de Baviera que apareix sovint als textos històrics. S'estén per l'Isen al sud-est de Baviera, del riu Rott fins a l'Alz.

## Llinatges nobles i comtes
S'esmenten en relació al Isengau els següents llinatges i comtes individuals:
- Fagana
- Aribonen

- Ermbert (878)
- Hartwig I († 985), comte palatí de Baviera d'una família emparentada als Aribonen
- Cadalhoc II (abans de 958), (de la família dels Aribons) 
  - Cadalhoc III (959–978), comte a la dreta del Inn (Vogtareuth) (?)
  - Eberard (995)
  - Aribó I († vers 1004), comte palatí de Baviera, gendre del comte Hartwig I.
    - Cadalhoc IV († 1030)
      - Cadalhoc V. († 1050)
- Marquard († 1085), (Sigàrdida)
- Ulric de Passau († 1099) (Dels Diepoldinger-Rapotonen), Herència dels Marcuards, possessions heretades per casament amb la vídua de Marquard
- Engelbert II de Spanheim († 1141) (dels Spanheimer), gendre d'Ulric de Passau
  - Rapotó I d'Ortenburg († 1186) de la línia Spanheim-Ortenburg